# جيسي وارتون
جيسي وارتون (بالإنجليزية: Jesse Wharton)‏ هو محامي وسياسي أمريكي، ولد في 29 يوليو 1782 في الولايات المتحدة، وتوفي في 22 يوليو 1833 في ناشفيل في الولايات المتحدة. حزبياً، نشط في الحزب الجمهوري الديمقراطي. وقد انتخب عضو مجلس النواب الأمريكي وانتخب عضو مجلس الشيوخ الأمريكي.